# Pleocnemia winitii
Pleocnemia winitii är en ormbunkeart som beskrevs av Holtt. Pleocnemia winitii ingår i släktet Pleocnemia och familjen Tectariaceae. Inga underarter finns listade.